# だっち君
だっち君（だっちくん）とは、読売新聞のマスコットキャラクター。

## 概要
「コウモリによく似た森の住人」という設定。父「であーる」、母「ざます」、弟「だっちょ」と共に暮らしており、女の子の登場キャラクター「だち子」に惚れている。成績は相当悪く、10回受けたテストの点数がすべて一ケタ、しかもそのうち2枚が0点だったことがある（一定の順番に並べ替えると読売新聞社の電話番号になる）。
元々、夕刊購読促進の為に生み出されたキャラクターで、読売新聞のウェブサイトである『YOMIURI ONLINE』内の「よみかきの森」や、「yorimo」内の「ヨリモキッズ with だっちくん」にて登場中。2009年4月2日より、毎週木曜夕刊に挿絵として登場。
動物は違うが、同じ系列の日本テレビのダベアに非常に酷似している。
2008年3月をもって終了した読売新聞別刷りの｢PR版スクープ｣では、4コマ漫画キャラクターとして登場していた（当時の4コマ漫画は、ウェブサイト｢ヨリモキッズ with だっちくん｣にて掲出中）。
また、絵本(『むてきのだっちくん』)にもなっており、人と仲良くすることが無敵であるということを訴えかけている。
この他、読売新聞グループの中央公論新社が発行する「中公文庫」のイメージキャラクターにも「だっち君」が起用されている。